# Athenion
Athenion szicíliai rabszolga, aki Szalviosz Trüphón mellett a másik fő vezéralakja az i. e. 104-től 100-ig tartó második szicíliai rabszolgaháborúnak.
Származása nem tisztázott: Kilikiából való volt, de lehetséges, hogy görög nemzetiségű lett volna, akárcsak Szalviosz, mert neve akár athéni származást is sejthet. Mükénéből hurcolták Szicíliába, ahol pásztor volt, majd megölte gazdáját és megszökött. Szalviosszal jól ismerték egymást, s míg ő a sziget nyugati felén, a mai Marsala vidékein robbantott ki felkelést, addig Szalviosz Közép-Szicíliában harcolt a római erők ellen.
Athenion Nagy Sándort követve falanx gyalogságot próbált szervezni a felkelőkből. Leontini (ma Lentini) mellett egyesült Szalviosz seregével. A források nem térnek ki halálának körülményeire és idejére, talán Syracusae mellett halt meg.

## Fordítás
Ez a szócikk részben vagy egészben  az   Atenione (ribelle) című olasz Wikipédia-szócikk fordításán alapul.  Az eredeti cikk szerkesztőit annak laptörténete sorolja fel. Ez a jelzés csupán a megfogalmazás eredetét és a szerzői jogokat jelzi, nem szolgál a cikkben szereplő információk forrásmegjelöléseként.